# 博川郡
博川郡（：／ Pakchŏn gun */?）是朝鮮民主主義人民共和國平安北道的一個郡，位於該道南部，南鄰平安南道。大寧江在本郡入海。面積313.6平方公里。公元前280年，戰國時期燕國大將秦开攻滅箕子朝鮮，以这个郡為界。

## 下轄區劃
下分一邑、二十里。